# Janusz Gortat
Janusz Kazimierz Gortat (Brzozów, 5 novembre 1948 – 19 dicembre 2023) è stato un pugile polacco.

## Palmarès

### Olimpiadi
- 2 medaglie:
  - 2 bronzi (Monaco di Baviera 1972 nei pesi mediomassimi; Montréal 1976 nei pesi mediomassimi)

### Europei dilettanti
- 1 medaglia:
  - 1 argento (Belgrado 1973 nei pesi mediomassimi)